# Buletić
Buletić (cyr. Булетић) – wieś w Bośni i Hercegowinie, w Republice Serbskiej, w gminie Teslić. W 2013 roku liczyła 1588 mieszkańców.